# Adana
Adana (hethitisch Adaniya, altgriechisch Ἄδανα, armenisch Ադանա) ist mit mehr als 1,7 Millionen Einwohnern (2022) die fünftgrößte Stadt der Türkei und Hauptstadt der gleichnamigen Provinz, in welcher über 2,2 Millionen Einwohner leben (2022). Sie ist die größte Stadt in der fruchtbaren Tiefebene Çukurova.
Die Çukurova-Universität in Adana ist mit rund 45.000 Studenten eine der größten Universitäten der Türkei. Für die Herkunft des Namens Adana gibt es verschiedene Quellen. So ist er angeblich abgeleitet von Adanos, dem Sohn des Uranos aus der griechischen Mythologie. Eine weitere mögliche Herkunft ist die Ableitung von Adanyia, einem Gebiet bei Kizzuwatna im Reich der Hethiter.

## Geographie
Adana liegt im Süden des Landes, im Süden des Taurusgebirges ca. 40 Kilometer vom Mittelmeer entfernt. Die umliegende Region Çukurova, in der Antike Teil von Kilikien, ist sehr fruchtbar. Die Flüsse Seyhan und Ceyhan durchfließen sie. Adana ist ein Zentrum der türkischen Textilindustrie. Der Bahnhof ist ein Verkehrsknotenpunkt der Bagdadbahn, knapp 30 Kilometer westlich der Stadt befindet sich der internationale Flughafen Çukurova. Die Incirlik Air Base der NATO liegt 12 Kilometer östlich des Stadtkerns.

### Klima
Nach Köppen herrscht in Adana ein mediterranes Klima (Csa). Die durchschnittliche Jahrestemperatur in Adana liegt bei 19,5 °C. Die wärmsten Monate sind Juli und August mit durchschnittlich um die 29 °C, der kälteste der Januar mit unter 10 °C im Mittel. Die tiefste Temperatur seit Messbeginn im Jahr 1929 wurde am 20. Januar 1964 mit - 8,1 °C registriert. Die Sommertemperaturen können während der Hitzeperioden, die oft mehrere Tage andauern und von Juni bis September auftreten, bis über 40 °C im Schatten erreichen. Die höchste Temperatur seit Messbeginn wurde am 24. August 1958 mit 45,6 °C registriert. Durchschnittlich fällt jährlich 681 Millimeter Niederschlag. Die meisten Niederschläge fallen im Januar mit durchschnittlich etwa 86 Millimetern, die geringsten Niederschläge werden für die Monate Juli und August verzeichnet.
|                        | Jan   | Feb  | Mär  | Apr  | Mai  | Jun  | Jul  | Aug  | Sep  | Okt  | Nov  | Dez   |   |       |
| Mittl. Temperatur (°C) | 9,5   | 10,7 | 13,9 | 17,7 | 22,1 | 25,9 | 28,6 | 29,2 | 26,6 | 22,4 | 15,8 | 11,1  | ⌀ | 19,5  |
| Mittl. Tagesmax. (°C)  | 15,0  | 16,6 | 19,9 | 24,1 | 28,4 | 31,7 | 33,9 | 34,9 | 33,2 | 29,5 | 22,6 | 16,8  | ⌀ | 25,6  |
| Mittl. Tagesmin. (°C)  | 5,6   | 6,3  | 8,9  | 12,4 | 16,6 | 20,8 | 24,3 | 24,7 | 21,4 | 16,9 | 11,0 | 7,3   | ⌀ | 14,7  |
|                        |       |      |      |      |      |      |      |      |      |      |      |       |   |       |
| Niederschlag (mm)      | 111,1 | 81,9 | 59,2 | 51,2 | 48,2 | 20,3 | 12,3 | 10,4 | 25,1 | 39,7 | 78,4 | 143,0 | Σ | 680,8 |
|                        |       |      |      |      |      |      |      |      |      |      |      |       |   |       |
| Sonnenstunden (h/d)    | 4,3   | 5,2  | 5,9  | 6,9  | 8,6  | 9,9  | 10,1 | 9,4  | 8,7  | 7,2  | 5,7  | 4,0   | ⌀ | 7,2   |
|                        |       |      |      |      |      |      |      |      |      |      |      |       |   |       |
| Regentage (d)          | 10,10 | 9,33 | 9,07 | 8,67 | 6,40 | 2,83 | 1,17 | 0,77 | 3,07 | 5,27 | 6,17 | 9,03  | Σ | 71,88 |

| 5,6 |

| 6,3 |

| 8,9 |

| 12,4 |

| 16,6 |

| 20,8 |

| 24,3 |

| 24,7 |

| 21,4 |

| 16,9 |

| 11,0 |

| 7,3 |

| 5,6 |

| 6,3 |

| 8,9 |

| 12,4 |

| 16,6 |

| 20,8 |

| 24,3 |

| 24,7 |

| 21,4 |

| 16,9 |

| 11,0 |

| 7,3 |

## Geschichte
Die Stadt geht wahrscheinlich auf eine hethitische Siedlung zurück: Seit dem 16. Jahrhundert v. Chr. wird Adanija in historischen hethitischen Texten genannt. In späteren akkadischen Texten Syriens (ca. 1400 v. Chr.) und ägyptischen Berichten (12. Jahrhundert v. Chr.) wird die Stadt unter dem Landesnamen Danuna, einem Teil des späteren Kilikien, erwähnt.
Nach dem Ende der Perserherrschaft gehörte Adana zuerst zum Reiche Alexanders des Großen, dann zum Seleukidenreich. Wahrscheinlich unter Antiochos IV. wurde Adana kurzfristig in Antiochia am Saros umbenannt. Pompeius siedelte hier 67 v. Chr. einen Teil der von ihm besiegten kilikischen Seeräuber an. Seit 72 n. Chr. war die Stadt Teil der römischen Provinz Cilicia. 260 eroberten die Sassaniden auch Adana.
Der heilige Theophilus von Adana († um 538), der einen Pakt mit dem Teufel geschlossen haben soll, lebte hier.
1097 eroberte der armenische Fürst Oschin, der Stammvater der Hethumiden, von seiner Burg Lambron aus kommend Teile der Stadt. Zwischen dem 11. und dem 14. Jahrhundert wanderten viele Armenier ein, als ihr weiter nördlich gelegenes Siedlungsgebiet von den Seldschuken erobert worden war. Unter der Herrschaft der Rubeniden entstand das Königreich Kleinarmenien, zu dem auch Adana gehörte. Adana fiel 1378 an den turkmenischen Stamm der Ramazanoğulları.
Seit 1575 gehörte die Stadt zum Osmanischen Reich. 1839 war sie im Türkisch-Ägyptischen Krieg umkämpft. 1869 wurde es Hauptstadt des Vilâyets Adana.
Adana war beim Bau der Bagdadbahn ab 1903 ein wichtiger Stützpunkt. Von hier aus wurden die Streckenabschnitte durch den Taurus und in Richtung Aleppo vorangetrieben. Betrieblich war der Bahnhof wichtig, da hier die ältere Strecke nach Mersin und die für den Bau der Bagdadbahn angelegte Strecke zum Hafen von İskenderun verknüpft wurden.

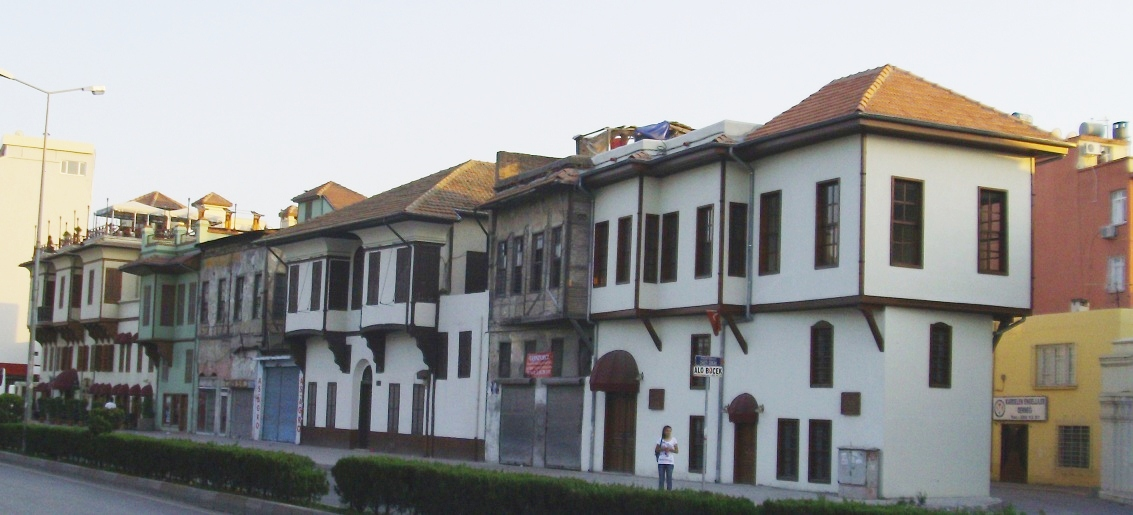
Reihenhäuser nach osmanischer Architektur

Im April 1909 kam es hier zu einem Massaker, dem 20.000 bis 30.000 Armenier zum Opfer fielen. Bis 1910 forderten die anschließenden Epidemien und eine Hungersnot unter den schlecht versorgten Überlebenden der Massaker weitere 20.000 Opfer.
Im Rahmen des Völkermordes an den Armeniern 1915 wie auch 1920 wurden die Armenier in weit größerer Zahl ermordet und endgültig aus Kilikien vertrieben. Zwischen 1918 und 1920 war die Stadt durch französische Truppen besetzt.
Am 30. Januar 1943 kam es hier zum Gespräch zwischen Churchill und İnönü, bei dem die Alliierten versuchten, die Türkei zum Eintritt in den Zweiten Weltkrieg zu bewegen, wobei es İnönü gelang, eine klare Zusage hinauszuzögern. Seit den 1980er Jahren wuchs die Bevölkerungszahl durch den Zuzug kurdischer Flüchtlinge stark an.
Am 24. November 2016 wurden bei einer Bombenexplosion zwei Menschen getötet, 21 weitere wurden verletzt. Der Terroranschlag ereignete sich vor dem Gouverneursamt.

## Bevölkerung
| Jahr      | 1970    | 1980    | 1985    | 1990    | 1997      | 2007      | 2008      |
| Einwohner | 351.655 | 574.515 | 777.554 | 916.150 | 1.033.571 | 1.366.027 | 1.392.490 |

Die wichtigsten ethnischen Gruppen sind heute Türken, Kurden und Araber. Zudem leben knapp zweitausend kryptoarmenische Familien in Adana, die sich seit einem Jahrhundert als Araber, Kurden oder Aleviten identifizieren. Es gibt auch eine höhere Zahl an Nachkommen von armenischen Kindern, die zwangsweise an muslimische Familien übergeben wurden, um dem Völkermord 1915 zu entkommen. Armenier und Griechen machten vor 1915 die Hälfte der Bevölkerung aus.

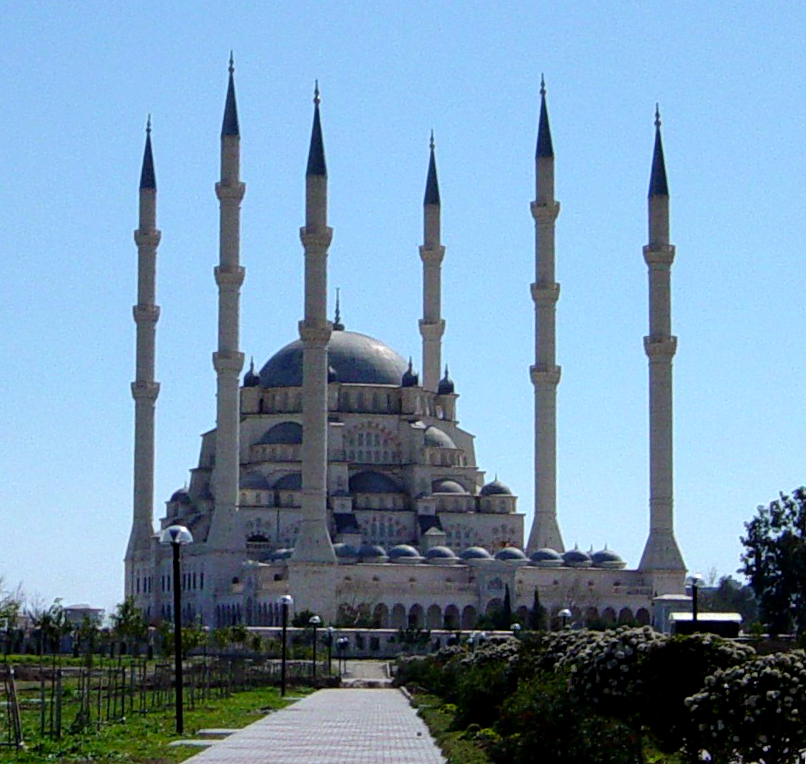
Sabancı-Zentralmoschee in Adana

## Religion
Ähnlich wie in anderen türkischen Küstenstädten, vor allem am Mittelmeer und an der Ägäis, ist der Säkularismus in Adana tiefer verwurzelt. Unter den gläubigen Menschen hängt die Mehrheit dem sunnitischen Islam an. Die Mehrheit der Türken und Kurden sowie einige Araber sind Sunniten. Adana ist auch eine Hochburg der alevitischen Gemeinschaft, viele Aleviten zogen nach den Pogrom von Kahramanmaraş nach Adana. Araber aus Adana sind zumeist Alawiten, die oft mit den türkischen Aleviten verwechselt werden. Alawitische Araber sind vor Ort als Nusairier oder Fellah bekannt. Araber, die aus der Provinz Şanlıurfa nach Adana ziehen, sind meist Sunniten. Es gibt auch eine kleine Gemeinde von katholischen Christen und wenige jüdische Familien. Mittlerweile besteht auch eine türkisch-protestantische Gemeinde.
Die 1840 an der Stelle einer aus dem 13. Jahrhundert stammenden Kirche errichtete armenische Muttergotteskathedrale wurde in das Kino Tan umfunktioniert und in den 1970er Jahren abgerissen.

## Sehenswürdigkeiten

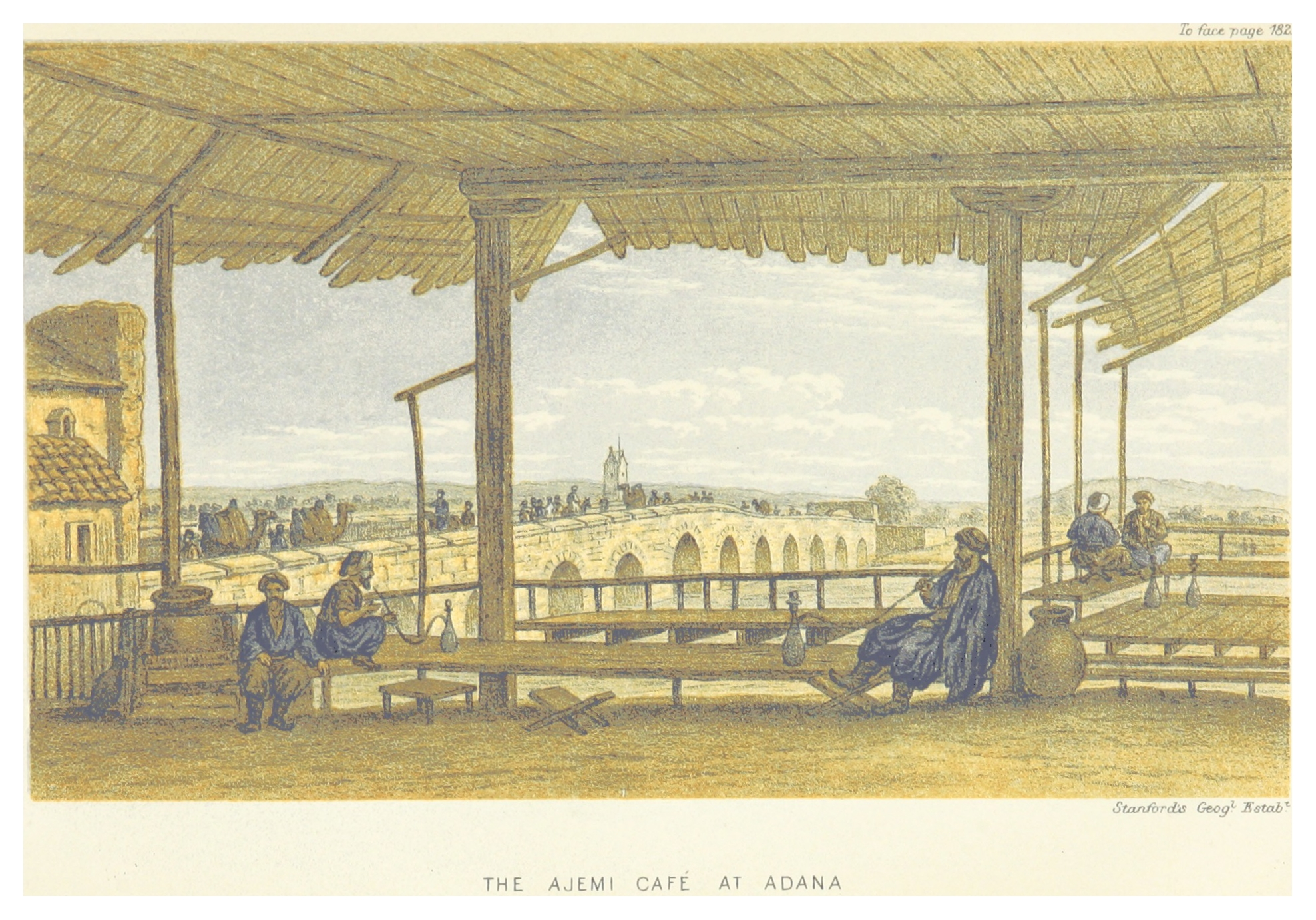
Steinbrücke Taşköprü um 1870

Das bekannteste historische Bauwerk in Adana ist die unter dem römischen Kaiser Hadrian über dem Seyhan-Fluss errichtete Steinbrücke (Taşköprü), die – z. B. neben der Milvischen Brücke in Rom – als eine der ältesten noch benutzten Brücken der Welt gilt. Die im 16. Jahrhundert errichtete Ulu-Moschee und der gleichnamige Komplex sowie die Hasan-Kethüda-Moschee aus demselben Jahrhundert sind sehenswert. Die zweitgrößte Moschee der Türkei, die 1998 eröffnete Sabancı-Zentralmoschee, befindet sich hier. Die 1880 errichtete armenische St.-Paulus-Kirche ist bis heute als römisch-katholische Kirche erhalten geblieben. Die 1845 errichtete griechisch-orthodoxe Kirche von Kuruköprü hingegen wurde ein Museum.
Sehenswert ist die Anfang des 20. Jahrhunderts von den Deutschen gebaute Vardabrücke.
Beispiele römischer Mosaikkunst kann man in den antiken Städten Misis und Anazarbos sehen. Eine weitere Sehenswürdigkeit ist die Yılankale (Schlangenburg). Das archäologische Museum enthält wichtige Grabungsfunde. Yumurtalık und Karataş sind für ihre Strände bekannte Ferienorte in der Umgebung.

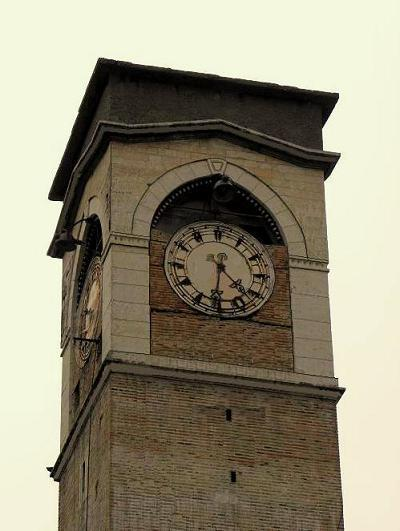
Uhrturm Büyük Saat („große Uhr“)

### Museen
- Im Archäologischen Museum von Adana sind hethitische, römische und frühbyzantinische Fundstücke ausgestellt. Das Museum wurde gleich nach der Ausrufung der Republik im Jahr 1924 gegründet und ist eines der zehn ältesten Museen der Türkei.
- Das Ethnographische Museum zeigt Exponate zu den in den Çukurovadörfern und im Taurusgebirge lebenden Volksstämmen.
- Das Atatürk-Museum ist dem Vater der Türken gewidmet und dokumentiert dessen Aufenthalt in Adana.
- Im Misis-Mosaik-Museum in Misis (Yakapınar) sind Bodenmosaiken aus dem 4. Jahrhundert zu besichtigen.

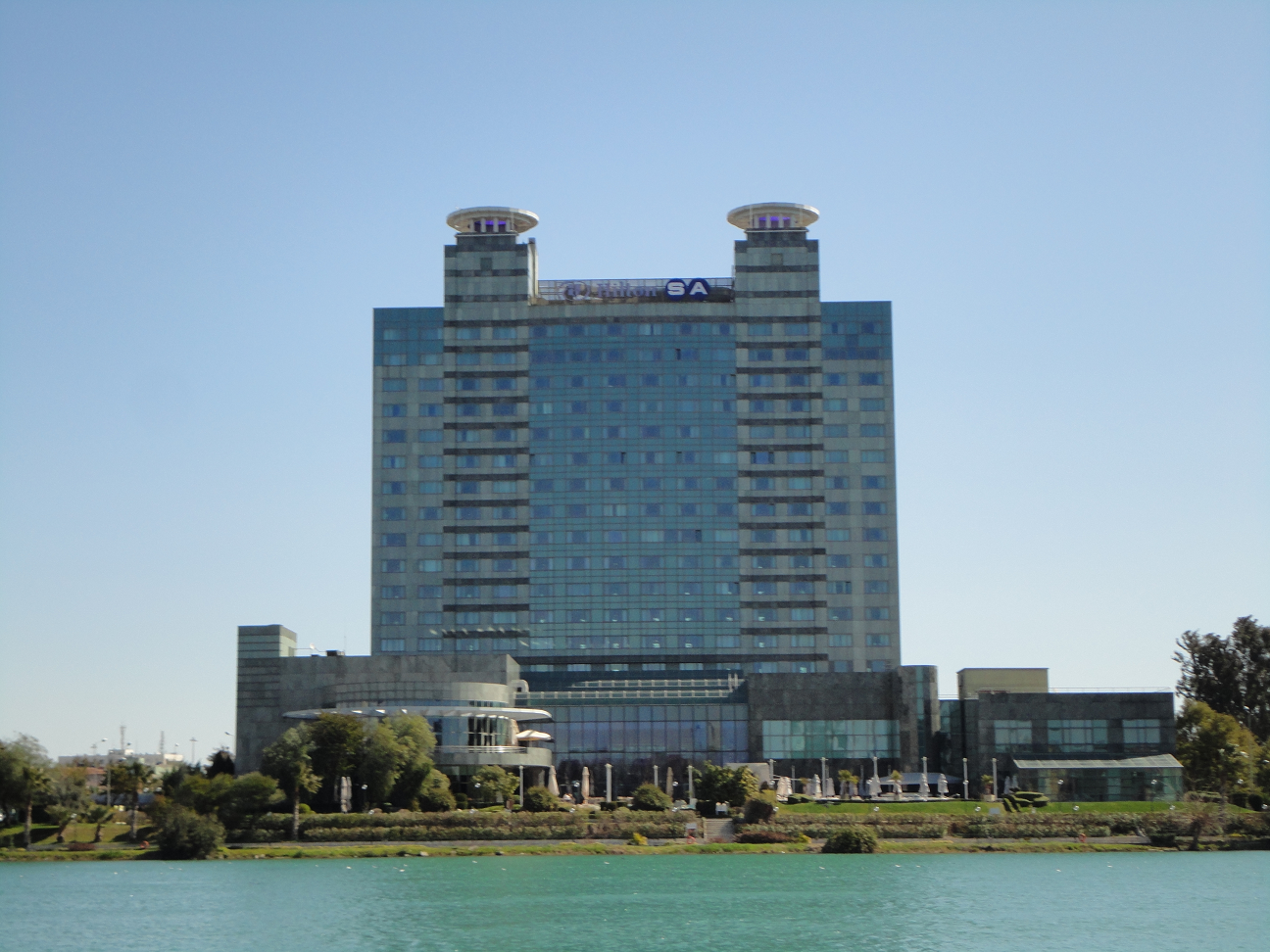
Hilton-Hotel in Adana

- Hilton-Hotel in AdanaDas Sabancı Kültür Merkezi, auf Deutsch Sabancı-Kulturzentrum, im Zentrum der Stadt enthält auch eine Bibliothek.

### Moscheen
- Große Moschee (Ulu Camii)
- Neue Moschee (Yeni Cami)
- Ölmoschee (Yağ Camii, Alte Katholische Kirche)
- Sabancı-Zentralmoschee
- Alemdar-Mescit
- Scheich-Zülfi-Mescit
- Kızıldağ-Ramazanoğlu-Moschee
- Çifte-Minare-Moschee

### Universitäten
- Çukurova-Universität
- Universität für Wissenschaft und Technik
- Çağ-Universität

## Verkehr

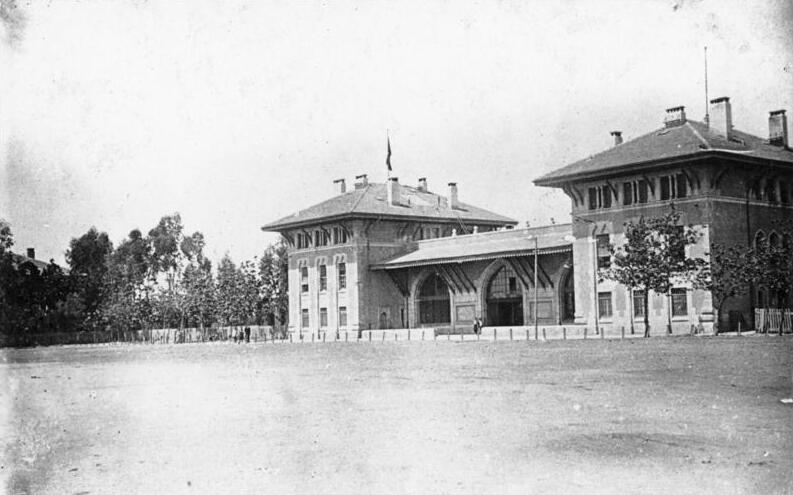
Bahnhof von Adana an der Bagdadbahn, 1913 …

Der Flughafen Adana bedient eine Reihe nationaler wie internationaler Destinationen.
Im Bezirk Ceyhan gibt es zwei und in Yumurtalık einen Hafen am Mittelmeer.
Die Autobahn O 21 verbindet Adana mit Ankara, die O 51 mit Mersin und O 52 mit Gaziantep.

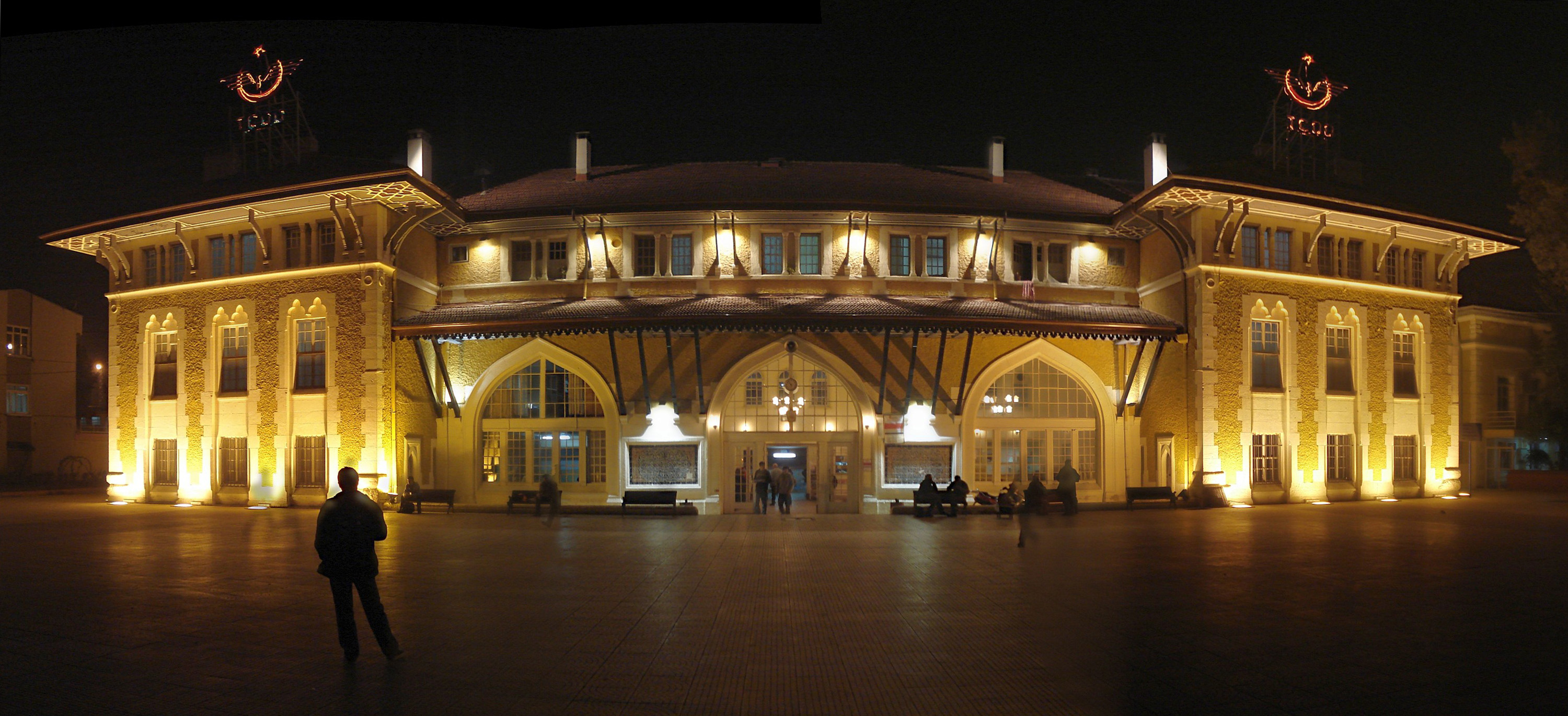
… und der Bahnhof Adanas heute

Eisenbahn: Adana liegt an der Bagdadbahn. Nach Mersin besteht ein S-Bahn-ähnlicher Betrieb namens Banliyö Trenleri. Fernverbindungen im Reisezugverkehr gibt es täglich unter anderem nach Istanbul, Ankara, İskenderun, Gaziantep, Malatya und İslahiye. Einmal in der Woche gibt es einen internationalen Kurswagen nach Aleppo.
Adana hat ein innerstädtisches Busnetz und einen großen Busbahnhof am Rand der Stadt. Außerdem verfügt die Stadt über eine U-Bahn-Strecke mit 13 Stationen. Sie soll in den kommenden Jahren verlängert werden.

## Tageszeitungen

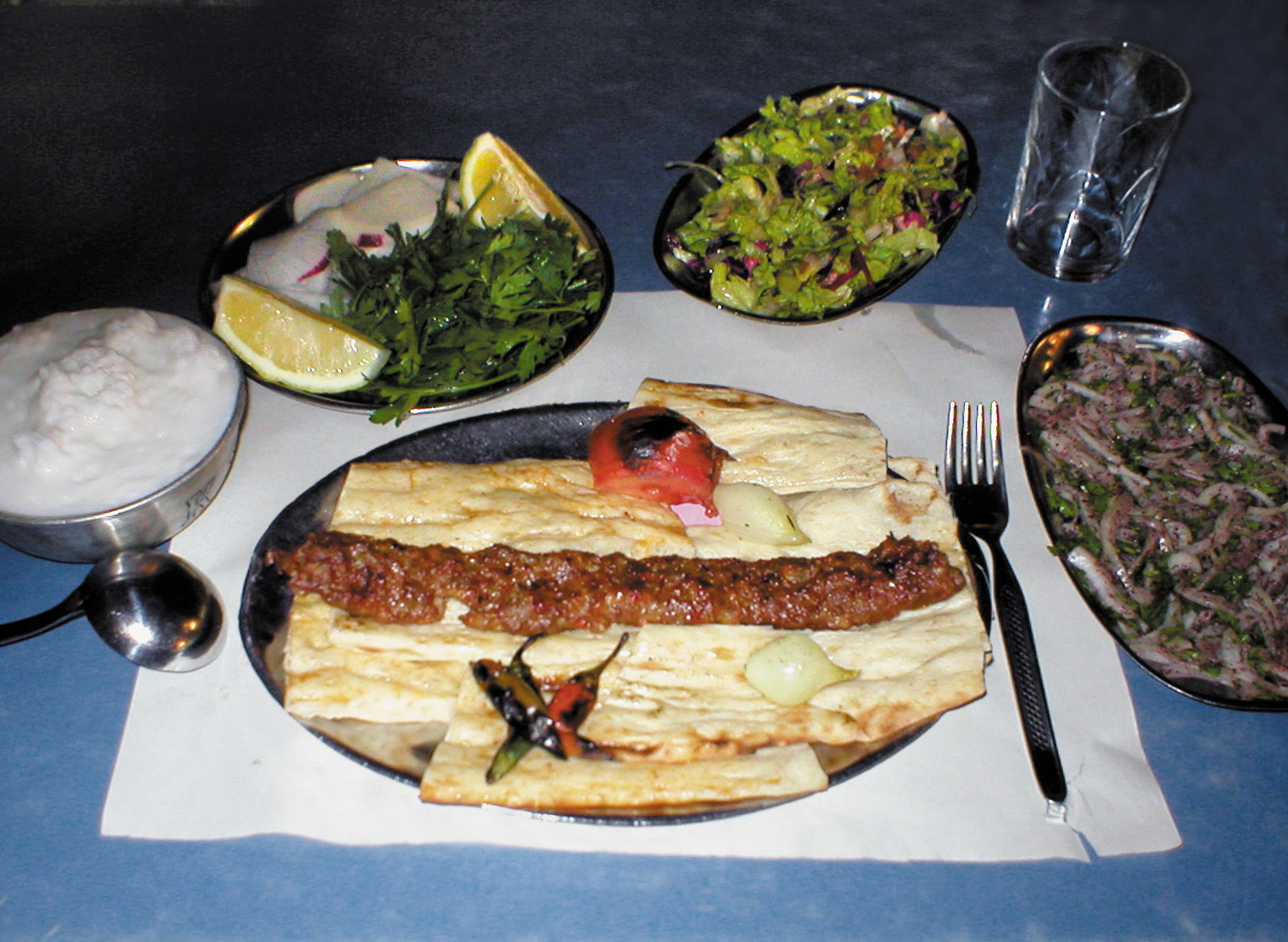
Adana Kebab mit Fladenbrot und im Uhrzeigersinn Petersilie, Zitrone und Rettich, Salat und mit Sumak gewürzten roten Zwiebeln

| - Expres Gazetesi - Adana Gazete - Yeni Adana Gazetesi - Adana Haber - Yenigün | - Adana Post - Haber Adana - Çukurova Güncel - Idealist Gazetesi - Adana Yerel Haber Gazetesi |

## Gastronomische Spezialitäten
Adana hat eine sehr reiche Küche. Dazu gehören zum Beispiel das am Spieß gegrillte Hackfleisch Adana Kebap und Şalgam, ein aus Adana stammendes alkoholfreies scharf-saures Getränk aus Gemüse.

## Sport
Bekannte Vereine
- Adana Demirspor (Fußball)
- Adanaspor (Fußball)
- Adanagücü (Fußball)
- Seyhanspor (Fußball)
- Botasspor (Basketball Damen – 1. Türkische Liga)
- Ceyhanspor (Basketball Damen – 1. Türkische Liga)

## Söhne und Töchter der Stadt
- Kasım Gülek (1905–1996), Politiker (CHP)
- Armenak Erevanian (1915–1996), armenisch-französischer Fußballtorwart
- Musine Kokalari (1917–1983), albanische Autorin und politische Gefangene
- Ali Şen (1918–1989), Schauspieler
- Kâmuran Şipal (1926–2019), Romanautor, Erzähler und Übersetzer
- Kani Karaca (1930–2004), Musiker und Sufimeister
- Ceyhun Demirtaş (1934–2009), Schriftsteller
- Yılmaz Güney (1937–1984), Schauspieler und Regisseur
- Manolo (Fußballfan) (1938–2008), türkisch-deutscher Fußballfan
- Tanju Tuncel (1940–2023), Schauspielerin
- Şener Şen (* 1941), Schauspieler
- Ferdi Tayfur (1945–2025), Sänger und Schauspieler
- Melek Görgün (* 1949), Schauspielerin
- Ömer Faruk Tekbilek (* 1951), Musiker
- Reşit Kaynak (1952–1999), Fußballspieler
- Fatih Terim (* 1953), Fußballtrainer und ehemaliger Fußballspieler
- Ahmet Selçuk İlkan (* 1955), Lyriker
- Güler Sabancı (* 1955), Unternehmerin
- Mehmet Tekerek (* 1956), Autor
- Özlem Onursal (* 1958), Schauspielerin
- Tuncay Akdoğan (1959–2004), Sänger
- Ozan Ceyhun (* 1960), deutscher Politiker
- Ayşe Tütüncü (* 1960), Jazzpianistin und Komponistin
- Fatih Uraz (* 1960), Fußballtorhüter
- Gülistan Yüksel (* 1962), deutsche Politikerin (SPD)
- Ramazan Selçuk (* 1963), deutscher Politiker (SPD)
- Orhan Sümer (* 1963), Politiker
- Sunay Karamık (* 1966), Politikerin
- Murat Kekilli (* 1968), Rockmusiker
- Haluk Levent (* 1968), Rock-Musiker und Sänger
- Yaşar (* 1970), Popmusiker
- Ozan Çolakoğlu (* 1972), Musikproduzent
- Demir Demirkan (* 1972), Musiker und Schauspieler
- Bülent Bölükbaşı (* 1976), Fußballspieler und Trainer
- Ayşe Hatun Önal (* 1978), Sängerin und ehemaliges Model
- Rojîn Ülker (* 1980), kurdische Sängerin
- Onur Bakis (* 1982), österreichischer Meister im Breakdance
- Kıvanç Tatlıtuğ (* 1983), Model und Schauspieler
- Eda Özerkan (* 1984), Schauspielerin
- Tolgahan Acar (* 1986), Fußballtorhüter
- Çağla Büyükakçay (* 1989), Tennisspielerin
- Fırat Demir (* 1990), Fußballspieler
- Mehmet Nadir Ünal (* 1993), Boxer
- Nafia Kuş (* 1995), Taekwondoin
- Turhan Alper Turgut (* 1995), Fußballspieler
- Demet Parlak (* 1996), Stabhochspringerin
- İpek Soylu (* 1996), Tennisspielerin
- Vedat Bulut (* 1997), Fußballspieler
- Semih Kurtulmuş (* 1997), Fußballspieler
- İrfan Can Eğribayat (* 1998), Fußballspieler
- Kayhan Özer (* 1998), Sprinter
- Erkam Develi (* 1999), Fußballspieler
- İzzet Çelik (* 2004), Fußballspieler

## Städtepartnerschaften
Adana unterhält mit folgenden Städten Städtepartnerschaften:
- Beʾer Scheva (Israel)
- Dschidda (Saudi-Arabien)
- Schymkent (Kasachstan)
- Córdoba (Spanien)

## Ansässige Unternehmen
- Temsa
- Bossa
- BOTAŞ
- Özmaktaş-Özaltın Makina Otomotiv (1999–2009)